# Tim Mielants
Pour les articles homonymes, voir Mielants.
Tim Mielants, né le 11 décembre 1979 à Mortsel (Belgique), est un cinéaste belge.

## Biographie
Tim Mielants naît à Mortsel le 11 décembre 1979. Il étudie au Campus Sint-Lukas à Bruxelles et commence sa carrière en tant que réalisateur de diverses séries télévisées flamandes telles que Super 8 (2009), Code 37, diffusée sur VTM (2011 -2012), Zingaburia (nl) (2012-2013), Cordon (2014) et Professor T. (2015). Il travaille ensuite à l'étranger sur Tunnel (2016), l'intégralité de la troisième saison de Peaky Blinders (2016), Legion (2017), The Terror (2018), Tales from the Loop (2020) et le pilote de The Responder  (2022).
En 2007, il fait ses débuts avec son premier court métrage satirique, Duffel, et, en 2019, avec son premier long métrage, De Patrick (nl), basé sur tous ses souvenirs d'enfance d'un été sur un camping naturiste français. Pour ce film alternatif, il remporte un globe de cristal du meilleur réalisateur au Festival international du film de Karlovy Vary. À l'Austin Fantastic Fest, Tim Mielants remporte un Next Wave Award pour le film et pour lui-même en tant que meilleur réalisateur. Aux Magritte du cinéma 2020, le film reçoit cinq nominations et De Patrick (nl) est lauréat du Meilleur film flamand. En janvier 2021, Mielants reçoit également pour ce film deux Ensors, ceux de la meilleure réalisation et du meilleur scénario.
Après cela, Mielants  commence à travailler sur l'adaptation cinématographique de Wil, basée sur le roman de guerre historique du même nom, écrit par l'auteur flamand Jeroen Olyslaegers en 2016.

## Famille
Tim Mielants est le fils du mathématicien Wim Mielants (UGent) et un cousin de l'universitaire et auteur Herman Mielants (nl). Il vit à Anvers avec sa femme et ses deux enfants.

## Filmographie partielle

### Cinéma
- 2005 : The Sunflyers (court métrage)
- 2007 : Duffel (court métrage)
- 2019 : De Patrick (nl)
- 2021 : L'Ombre d'un mensonge (coréalisé avec Bouli Lanners)
- 2023 : Wil
- 2024 : Tu ne mentiras point (Small Things Like These)

### Télévision

#### Séries télévisées
- 2009 : Super 8
- 2011-2012 : Code 37 (11 épisodes)
- 2012-2013 : Zingaburia (nl) (10 épisodes)
- 2014 : Cordon (10 épisodes)
- 2015 : Professor T. (2 épisodes)
- 2016 : Peaky Blinders (6 épisodes)
- 2016 : Tunnel (2 épisodes)
- 2017-2018 : Legion (3 épisodes)
- 2018 : The Terror (4 épisodes)
- 2020 : Tales from the Loop (1 épisode)
- 2022 : The Responder (2 épisodes)

## Récompenses et distinctions
- (en) Tim Mielants: Awards, sur l'Internet Movie Database